# João Zilhão
João Zilhão (* 15. Januar 1957 in Lissabon) ist ein portugiesischer Paläoanthropologe und seit 2011 Professor an der Fakultät für Geografie und Geschichte der Universität Barcelona. Zilhão wurde international bekannt als Erforscher der Neandertaler.

## Leben
João Zilhão verbrachte seine Kindheit und Jugend in Lissabon; sein Vater war Ingenieur, seine Mutter Psychiaterin. Als Jugendlicher schloss er sich der Opposition gegen die erst 1974 endende Diktatur des portugiesischen Estado Novo an. Gemeinsam mit anderen Jugendlichen, die einer „Höhlenkunde-AG“ seines Gymnasiums angehörten, erkundete Zilhão schon als Vierzehnjähriger diverse Höhlen im Umland von Lissabon. Hierzu gehörte unter anderem auch die Galeria da Cisterna, ein System von Karst-Höhlen bei Torres Novas. Dort entdeckte er als Schüler 7500 Jahre alte Hinterlassenschaften der ältesten landwirtschaftlichen Gemeinschaft Portugals und 1989 – in einer bis dahin nicht bekannten Höhle, heute benannt als Gruta da Oliveira – Überreste von Neandertaler, die zunächst auf ein Alter von 65.000 bis 35.000 Jahren datiert wurden, neueren Datierungen zufolge aber mehr als 70.000 Jahre alt sind; von 2005 bis 2008 leitete er dort erneut Ausgrabungen.
Da es Mitte der 1970er-Jahre in Portugal für Studienanfänger keinen Studiengang für Archäologie gab, schrieb sich João Zilhão an der Universität Lissabon zunächst im Fach Wirtschaftswissenschaften ein, wechselte aber bald ins Fach Geschichte. Die Sommerferien verbrachte er als ehrenamtlicher Mitarbeiter bei archäologischen Ausgrabungen in Portugal und Frankreich und überbrückte so die Zeit, bis er sich nach dem Lizenziat in Geschichte (1982, vergleichbar dem Magister-Grad) dem Studium der Archäologie widmen konnte. 1988 erwarb er im Fachgebiet Vorgeschichte einen weiteren akademischen Grad („Aprovado em Provas de Aptidão Pedagógica e Capacidade Científica“) und im November 1995 schließlich den Doktorgrad mit einer 1200-seitigen Zusammenschau der bekannten Fakten zum Jungpaläolithikum in Portugal („O Paleolítico Superior da Estremadura portuguesa“).
Nachdem Zilhão zeitweise in Lissabon als Geschichtslehrer an einem Gymnasium (1983/84) und als Mitarbeiter des Museu Nacional de Arqueologia (1982–1984) beschäftigt war, wurde er ab 1988 als wissenschaftlicher Assistent am Fachbereich Geschichte der Universität Lissabon tätig und dort 1995, nach Abschluss seiner Doktorarbeit, zum Assistenzprofessor ernannt. 1996 wechselte er als Gründungsdirektor in den Parque Arqueológico do Vale do Côa, nachdem er sich zuvor massiv dafür eingesetzt hatte, dass das Tal des Côa nicht durch einen Dammbau überflutet und die dort vorhandenen Petroglyphen zerstört wurden. 1997 wurde er Generaldirektor des Instituto Português de Arqueologia, einer Einrichtung des nationalen Kultusministeriums. 2002 ging João Zilhão als Professor zurück an die Universität Lissabon, und von 2005 bis 2010 lehrte und forschte er in England als Professor an der University of Bristol. 2011 wechselte er nach Spanien und ist nunmehr Professor an der Fakultät für Geografie und Geschichte der Universität Barcelona und gehört dem katalanischen Institut für fortgeschrittene wissenschaftliche Studien (Institució Catalana de Recerca i Estudis Avançats) an.
Seit 1999 ist Zilhão korrespondierendes Mitglied des Deutschen Archäologischen Instituts.

## Forschungsthemen
Bereits 1989 hatte João Zilhão in der Gruta da Oliveira Steinwerkzeuge, Feuerstellen und Fossilien aus der Spätzeit der Neandertaler entdeckt. Aber erst seit 1996 befasst er sich intensiver mit deren archäologischer Kultur. Auslöser war eine Publikation von Jean-Jacques Hublin über Neandertaler-Funde aus Arcy-sur-Cure (Frankreich), in der unter anderem argumentiert wurde, die archäologische Kultur des Châtelperronien sei zwar den Neandertalern zuzuordnen, die in dieser Kultur zu beobachtende Annäherung beispielsweise ihrer Schmuckstücke an die Hinterlassenschaften der Cro-Magnon-Menschen (Homo sapiens) sei aber vermutlich keine eigenständige Leistung der Neandertaler, sondern Beleg der kulturellen Beeinflussung des Neandertalers durch die Cro-Magnon-Menschen. Zilhão empfand diese Interpretation als Ausdruck von Voreingenommenheit und argumentierte 1998 gemeinsam mit einigen Kollegen in einem ausführlichen Fachartikel gegen die Annahmen Hublins; sie vertraten also die Auffassung, dass die Neandertaler die Kultur des Châtelperronien eigenständig entwickelten.
In den folgenden Jahren griff Zilhão Argumente des US-amerikanischen Anthropologen Erik Trinkaus auf, der zahlreiche hominine Fossilien aus Europa als mutmaßliche Mischlinge zwischen Neandertaler und anatomisch modernem Menschen interpretiert, so beispielsweise Knochenfunde aus den rumänischen Karst-Höhlen Peștera cu Oase und Peștera Muierii. Zilhão vertritt seither die Auffassung, „dass Neandertaler und moderne Menschen die gleiche Art sind und sich intensiv vermischten.“ Gemeinsam mit Trinkaus schrieb Zilhão auch dem Kind von Lagar Velho aus Portugal wiederholt Merkmale eines Mischlings zu; ihren Interpretationen wurde aber bereits 1999 – in der gleichen Ausgabe der Proceedings of the National Academy of Sciences (PNAS) wie ihre erste Veröffentlichung zum Kind von Lagar Velho – massiv widersprochen, und die Interpretationen gelten auch weiterhin als umstritten. Denn die Rekonstruktion der Neandertaler-DNA erbrachte zwar Hinweise auf einen Genfluss von Neandertaler-DNA in die Population des anatomisch modernen Menschen, allerdings ist dieser Genfluss anderen Publikationen zufolge zu einem Zeitpunkt erfolgt, als in Europa noch gar keine anatomisch modernen Menschen lebten.
Zu den international beachteten Funden von João Zilhão gehören die europaweit einzigartigen Schmuckstücke und Pigmentreste von Neandertalern aus der Cueva Antón und der Cueva de los Aviones.

## Schriften (Auswahl)
- mit Francesco d’Errico: The Chronology and Taphonomy of the Earliest Aurignacian and Its Implications for the Understanding of Neandertal Extinction. In: Journal of World Prehistory. Band 13, Nr. 1, 1999, S. 1–68, doi:10.1023/A:1022348410845.
- Neandertals and moderns mixed, and it matters. In: Evolutionary Anthropology: Issues, News, and Reviews. Band 15, Nr. 5, 2006, S. 183–195, doi:10.1002/evan.20110.
- The Emergence of Ornaments and Art: An Archaeological Perspective on the Origins of „Behavioral Modernity“. In: Journal of Archaeological Research. Band 15, Nr. 1, 2007, S. 1–54, doi:10.1007/s10814-006-9008-1.

## Belege
1. ↑  Curriculum Vitae João Zilhão. (PDF; 611 kB). Auf: icrea.cat, zuletzt abgerufen am 21. Februar 2022
2. 1 2 3  Michael Balter: Neandertal Champion Defends the Reputation of Our Closest Cousins. In: Science. Band 337, Nr. 6095, 2012, S. 642–643, doi:10.1126/science.337.6095.642.
3. ↑  Diego E. Angelucci, Mariana Nabais und João Zilhão: Formation processes, fire use, and patterns of human occupation across the Middle Palaeolithic (MIS 5a-5b) of Gruta da Oliveira (Almonda karst system, Torres Novas, Portugal). In: PLoS ONE. Band 18, Nr. 10, e0292075, doi:10.1371/journal.pone.0292075.
4. ↑  Diego E. Angelucci und João Zilhão: Stratigraphy and formation processes of the Upper Pleistocene deposit at Gruta da Oliveira, Almonda karstic system, Torres Novas, Portugal. In: Geoarchaeology. Band 24, Nr. 3, 2009, S. 277–310, doi:10.1002/gea.20267
5. ↑  Erik Trinkaus, Julia Maki und João Zilhão: Middle Paleolithic Human Remains From the Grutada Oliveira (Torres Novas), Portugal. In: American Journal of Physical Anthropology. Band 134, Nr. 2, 2007, S. 263–273, doi:10.1002/ajpa.20669
6. ↑  John C. Willman, Julia Maki, Priscilla Bayle, Erik Trinkaus und João Zilhão: Middle Paleolithic human remains from the Gruta Da Oliveira (Torres Novas), Portugal. In: American Journal of Physical Anthropology. Band 149, Nr. 1, 2012, S. 39–51, doi:10.1002/ajpa.22091.
7. ↑  Ehemalige Webseiten auf dem Server der Universität Bristol. (Memento vom 2. April 2015 im Internet Archive)
8. ↑  DAI - Mitglieder. Abgerufen am 21. Juni 2025.
9. ↑  Jean-Jacques Hublin et al.: A late Neanderthal associated with Upper Palaeolithic artefacts. In: Nature. Band 381, 1996, S. 224–226, doi:10.1038/381224a0.
10. ↑  Francesco d’Errico, João Zilhão et al.: Neanderthal Acculturation in Western Europe? A Critical Review of the Evidence and its Interpretation. In: Current Anthropology Band 39 (Supplement S1), 1998, S. 1–44, doi:10.1086/204689, Volltext (PDF; 1,3 MB).
11. ↑  Erik Trinkaus et al.: An early modern human from the Peştera cu Oase, Romania. In: PNAS. Band 100, Nr. 20, 2003, S. 11231–11236, doi:10.1073/pnas.2035108100.
12. ↑  Andrei Soficaru, Adrian Doboş und Erik Trinkaus: Early modern humans from the Peştera Muierii, Baia de Fier, Romania. In: PNAS. Band 103, Nr. 46, 2006, S. 17196–17201, doi:10.1073/pnas.0608443103.
13. ↑  Cidália Duarte, João Maurício, Paul B. Pettitt, Pedro Souto, Erik Trinkaus, Hans van der Plicht und João Zilhão: The early Upper Paleolithic human skeleton from the Abrigo do Lagar Velho (Portugal) and modern human emergence in Iberia. In: PNAS. Band 96, Nr. 13, 1999, S. 7604–7609, doi:10.1073/pnas.96.13.7604.
14. ↑  João Zilhão, Erik Trinkaus (Hrsg.): Portrait of the Artist as a Child. The Gravettian Human Skeleton from the Abrigo do Lagar Velho and its Archaeological Context. In: Trabalhos de Arqueologia. Band 22, Instituto Português de Arqueologia, Lisboa 2002, ISBN 972-8662-07-6, Volltext (PDF; 50,8 MB).
15. ↑  Priscilla Bayle, Roberto Macchiarelli, Erik Trinkaus, Cidália Duarte, Arnaud Mazurier und João Zilhão: Dental maturational sequence and dental tissue proportions in the early Upper Paleolithic child from Abrigo do Lagar Velho, Portugal. In: PNAS. Band 107, Nr. 4, 2010, S. 1338–1342, doi:10.1073/pnas.0914202107, Volltext (PDF; 291 kB).
16. ↑  Ian Tattersall, Jeffrey H. Schwartz: Hominids and hybrids: The place of Neanderthals in human evolution. In: PNAS. Band 96, Nr. 13, 1999, S. 7117–7119, doi:10.1073/pnas.96.13.7117, Volltext (PDF).
17. ↑  Evolution des Menschen: Angebliche Belege für Paarung mit Neandertaler. Auf: spiegel.de vom 31. Oktober 2006.
18. ↑  Richard E. Green et al.: A draft sequence of the Neandertal Genome. In: Science. Band 328, Nr. 5979, 2010, S. 710–722, doi:10.1126/science.1188021, Volltext (PDF). (Memento vom 20. Januar 2017 im Internet Archive)
19. ↑  Sriram Sankararaman et al.: The Date of Interbreeding between Neandertals and Modern Humans. In: PLoS Genetics. Band 8, Nr. 10, 2012: e1002947, doi:10.1371/journal.pgen.1002947.
20. ↑  João Zilhão et al.: Symbolic use of marine shells and mineral pigments by Iberian Neandertals. In: PNAS. Band 107, Nr. 3, 2010, S. 1023–1028, doi:10.1073/pnas.0914088107
Großes Gehirn und intelligenter als gedacht. Auf: heise. de vom 11. Januar 2010 (mit zwei Abbildungen aus PNAS).
21. ↑  Michael Balter: Neandertal Jewelry Shows Their Symbolic Smarts. In: Science. Band 327, Nr. 5963, 2010, S. 255–256, doi:10.1126/science.327.5963.255.

| Personendaten    | Personendaten                                                             |
| ---------------- | ------------------------------------------------------------------------- |
| NAME             | Zilhão, João                                                              |
| ALTERNATIVNAMEN  | Zilhão, João Carlos Teiga                                                 |
| KURZBESCHREIBUNG | portugiesischer Paläoanthropologe und Professor der Universität Barcelona |
| GEBURTSDATUM     | 15. Januar 1957                                                           |
| GEBURTSORT       | Lissabon                                                                  |